# ワーキントン・タウン
ワーキントン・タウンRLFC（Workington Town R.L.F.C.）は、イングランド、カンブリア西部のワーキントンでプレーするセミプロラグビーリーグクラブである。2019シーズンはリーグ1（3部）でプレーした。ホームスタジアムはダーウェント・パークと呼ばれ、スピードウェイチームのワーキントン・コメッツと共用している。
ワーキントン・タウンRLFCは1944年12月にワーキントンにあるロイヤルオークホテルで開かれた会合で設立された。ワーキントン・タウンの理事会の多くは地元のサッカーチームであるワーキントンAFCの理事会から来ており、チームは「ザ・レッズ」とグラウンド（バラ・パーク）を共用することになった。ラグビー・フットボール・リーグへの加盟は1945年1月23日にマンチェスターにあるGrosvenorホテルで開かれた会合で承認された。ワーキントン・タウンはカンバーランド初のプロラグビーリーグチームとなった。
クラブは1951年にラグビーリーグ王者となり、1952年にはチャレンジカップを制した。愛称は単に「タウン」であるが、他チームのファンからは「Worky」と呼ばれることもある。ローカルライバルはホワイトヘイブンである。
タウンはトランスジェンダー選手を試合に出場させた世界初のプロスポーツチームである。2017年5月にトランスジェンダー選手のGordon Maudlingが出場を果たした 。

## タイトル
- ラグビーフットボールリーグ優勝: 1
  - 1950–51
- チャレンジカップ: 1
  - 1951–52
- ランカシャー杯: 1
  - 1977–78
- ランカシャーリーグ: 1
  - 1962–63